# Gynaephora
Gynaephora és un gènere de lepidòpters ditrisis de la família dels erèbids (Erebidae), subfamília Lymantriinae

## Distribució
Es troben principalment a la regió àrtica i subàrtica i són coneguts pel seu inusual llarg període de desenvolupament de les larves.
El cicle de vida de Gynaephora groenlandica es creia que era de14 anys, però els estudis posteriors el van reduir a 7, una taxa de desenvolupament lent que és extremadament rar en els lepidòpters. Les erugues tenen cinc estadis, on cada instar dura un any.